# Gli europei (romanzo)
Gli europei (The Europeans) è un romanzo di Henry James, pubblicato nel 1878, dapprima a puntate, sulla rivista The Atlantic Monthly, quindi in volume.
Il testo è stato tradotto in: tedesco, spagnolo, finlandese, ungherese, ebraico, francese, catalano, basco, danese, russo, polacco, oltre che in italiano.

## Genesi del romanzo
Gli europei è un romanzo breve, scritto da Henry James sull'onda di un notevole scontento del pubblico e della critica, a proposito del finale del romanzo immediatamente precedente, L'americano. L'aspettativa era per un lieto fine. Ma, quando il lieto fine arrivò, vi furono ugualmente critiche e, soprattutto, lo stesso James dimostrò verso questa sua opera un certo rigetto.

## Trama
Felix Young e sua sorella Eugenia, baronessa di Münster, giungono a Boston dall'Europa, per ritrovare i loro parenti materni e cercare fortuna. Felix, ventottenne, fa il pittore e illustratore, mentre la baronessa, di 33 anni, è sposata morganaticamente a un principe tedesco; le loro traversie sono state molte. Nati in Europa, vi hanno vissuto senza mai aver avuto contatti col Paese dei loro genitori.
A Boston, Felix va a cercare la dimora di uno zio, il signor Wentworth. Di carattere ottimista e allegro, viene subito accolto e presentato ai membri della famiglia che risiedono là: il signor Wentworth appunto, le figlie Gertrude e Charlotte, il figlio Clifford e i cugini Robert Acton e Lizzie, fratello e sorella. Alla compagnia è sempre aggregato il signor Brand, un giovane ecclesiastico che ama Gertrude.
I bostoniani vogliono conoscere al più presto anche Eugenia e offrono immediatamente un villino tra i meli perché i due fratelli giunti dall'Europa vi dimorino. Così il giorno dopo fa il suo ingresso anche la baronessa, la quale scopre l'ospitalità quasi senza limiti e l'ammirazione di tutti i parenti.
Non che la famiglia americana sia in soggezione: solo che mai hanno avuto l'idea di certo disordine europeo e comprendono a stento la mancanza di radici di Felix ed Eugenia. Ma Gertrude, ritenuta da tutti una fanciulla troppo fantasiosa e non abbastanza inquadrata nell'ambiente, risponde nel migliore dei modi all'allegria di Felix e capisce che il codice di comportamento della Nuova Inghilterra le va proprio stretto.
Ben presto l'amore tra i due giovani si palesa come ineluttabile. Gertrude più volte rifiuta il signor Brand e Felix si accorge (lui solo) che Charlotte è invece innamorata di Brand e con questi affronta la situazione. La rivelazione è salutare per Brand, in quanto egli è senz'altro più attratto dalla maggiore e più pacata delle due sorelle. Per finire, una simpatia di lunga data, si concretizza nell'unione dei due più giovani protagonisti: Clifford e Lizzie.
Eugenia, in questo scoppiettante clima di fidanzamenti, avrebbe la sua occasione nella persona di Robert Acton, uomo di quasi quarant'anni e oltremodo distanziato dalla giovanissima sorella Lizzie (è infatti il suo tutore). Robert è ricco di esperienza, oltre che di denaro, non incline ai colpi di testa e, parrebbe, perfetto per Eugenia. Eppure, nonostante una formale domanda di matrimonio, la donna non acconsente e decide di ritornare al più presto in Europa.
Eugenia fa capire che il mondo americano non fa per lei: troppo dinamico e forse troppo solido. Quanto al signor Wentworth, frastornato dalle incalzanti vicende, le accetterà senza troppi indugi.

## Opere derivate
Nel 1979 esce Gli europei, con Lee Remick (Eugenia Young), Robin Ellis Robert Acton, Wesley Addy (signor Wentworth), Lisa Eichhorn (Gertrude), Tim Woodward (Felix Young), musiche di Richard Robbins; regia di James Ivory.

## Edizioni in italiano
- H. James, Gli Europei, a cura di Agostino Lombardo, trad, di Marcella Bonsanti, ed. Sansoni, Firenze 1965; (comprende: Roderick Hudson, L'americano, Washington square)
- H. James, Gli Europei, trad. di Valerio Fissore, Giorgio Verrecchia, ed. SEI, Torino 1989;
- H. James, Gli europei: un bozzetto, trad. di Benedetta Bini, ed. Frassinelli, Milano, 1996;
- H. James, Gli europei: un bozzetto, traduzione e introduzione di Benedetta Bini, con uno scritto di Michel Butor, Oscar Mondadori, Milano 2011